# Chimbote
Chimbote est une ville du Pérou, située dans la région d'Áncash. C'est un important port maritime au bord de l'océan Pacifique. Sa population s'élevait à 328 987 habitants en 2007.

## Géographie
Chimbote se trouve dans la baie d'El Ferrol, à l'embouchure du río Lacramarca, à 420 km au nord-ouest de Lima. La ville occupe le territoire des districts de Chimbote et Nuevo Chimbote. Le district de Chimbote est la capitale de la province du Santa.

## Histoire
En 1943, le foie du poisson bonito fut l'or du port de Chimbote. Le boom de l'anchois lui succéda, amorçant les migrations des populations de tout le pays, accrues par la crise de l'agriculture des régions d'Ancash, Cajamarca et La Libertad. Au milieu du XXe siècle, le port de pêche de Chimbote était le premier port de pêche du monde pour la quantité de poisson.
Par la suite, l'exploitation sans limite affecta l'équilibre écologique et le tremblement de terre de 1970 endommagea gravement les équipements industriels, ce qui mit un terme à cette période faste. Au début du XXIe siècle, la ville a retrouvé une partie de son aisance, mais la pollution atmosphérique et marine affectent sérieusement l'écosystème.

## Population
En 1835, quand le général Santa Cruz le reconnut officiellement, la bourgade comptait seulement 800 habitants. En 1900, ce chiffre monta à 1 400 et en 1970, ce fut l'explosion démographique avec 170 000 personnes.

## Transports
Chimbote possède un aéroport (Aéroport Jaime Montreuil Morales,
code AITA : CHM).

## Monuments
Le plus grand édifice religieux de la ville est la Cathédrale de Chimbote.

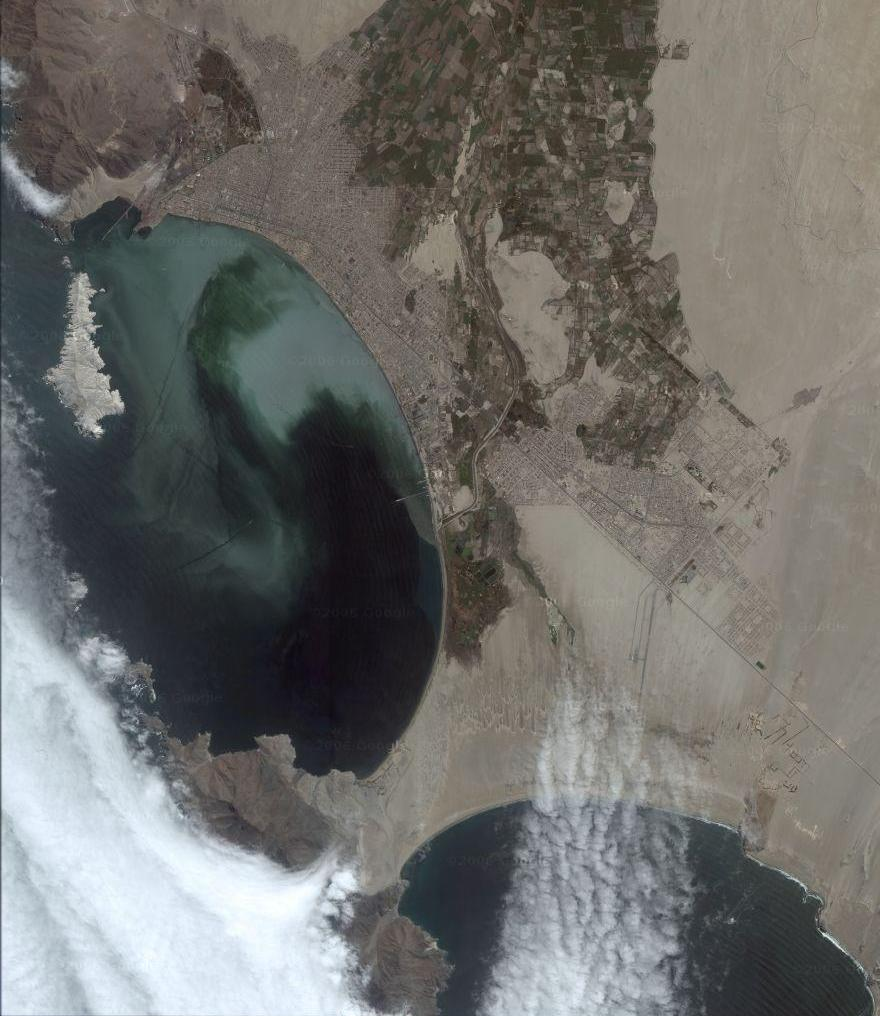
Photo satellite de Chimbote.

## Jumelage
Pensacola (États-Unis)